# Edgard Hooghuys
Edgard Hooghuys (Geraardsbergen, 1928 - Aalst, 23 september 2012) was een Belgische politicus voor de BSP en diens opvolger de SP.

## Levensloop
De familie van Hooghuys in Geraardsbergen was actief als orgelbouwer. Hooghuys ging naar de middenschool in Geraardsbergen. Na de Tweede Wereldoorlog ging hij naar het Koninklijk Atheneum van Aalst.
Voor de oorlog was hij al actief in een socialistische toneelvereniging en in 1946 hielp hij mee met de oprichting van de socialistische turnkring Rust Roest in Geraardsbergen. In 1951 richtte hij de plaatselijke afdeling van de Mutualiteit der Jonge Arbeiders op. Hooghuys ging na zijn legerdienst werken voor de NMBS. Hij huwde in 1956 met Christiane Roelandt uit Nieuwerkerken nabij Aalst, en verhuisde dan ook naar Nieuwerkerken.
Hooghuys werd meer politiek actief bij de BSP. Hij nam in 1964 een eerste keer deel aan de gemeenteraadsverkiezingen in Nieuwerkerken en werd meteen verkozen als gemeenteraadslid. Na de gemeenteraadsverkiezingen van 1970 haalde zijn BSP 2 zetels, de PVV 5 en de CVP van burgemeester Theo Meuleman 6. De andere BSP-verkozene liep over naar de PVV, zodat de beide grote partijen evenveel zetels hadden. De zetel van Hooghuys besliste over de meerderheid. Hij koos voor een coalitie met CVP, waarin hij zelf burgemeester werd.
Hooghuys bleef een legislatuur burgemeester, tot de gemeentelijke fusie van 1977. Na de fusie bleef hij politiek actief in Aalst, waar hij schepen werd van Bevolking en Burgerlijke Stand onder liberaal burgemeester Louis D'Haeseleer. Na de verkiezingen van 1982 belandde de BSP met Hooghuys in de oppositie. In 1989 nam hij weer deel aan het bestuur en werd hij eerste schepen en schepen van Openbare Werken en Patrimonium onder liberaal burgemeester Annie De Maght. Hij bleef drie jaar schepen, tot 1991.
Hooghuys overleed op de spoedafdeling van het ASZ Aalst. Hij schonk zijn lichaam aan de wetenschap.